# (16714) Arndt
(16714) Arndt est un astéroïde de la ceinture principale.

## Description
(16714) Arndt est un astéroïde de la ceinture principale. Il fut découvert le 21 septembre 1995 à Tautenburg par Freimut Börngen. Il présente une orbite caractérisée par un demi-grand axe de 2,86 UA, une excentricité de 0,08 et une inclinaison de 3,3° par rapport à l'écliptique.

## Compléments